# Сёркаппёйа
Сёркаппёйа (норв. Sørkappøya) — небольшой остров протяженностью 7 км, расположенный рядом с южной оконечностью Западного Шпицбергена. На острове находится мыс Сёркапп — южная оконечность островов Шпицберген.